# Municipio de San Juan Yucuita
El municipio de San Juan Yucuita (del mixteco: yucu, ita ‘cerro, flores’‘Cerro de flores’) es uno de los 570 municipios que conforman al estado mexicano de Oaxaca. Pertenece al distrito de Nochixtlán, dentro de la región mixteca. Su cabecera es la localidad de San Juan Yucuita.

## Historia
En el territorio que abarca al actual municipio se han encontrado evidencias arqueológicas que muestran que la ocupación inició en el siglo XIV a. C., la etapa de poblamiento más antiguo ha sido denominada Cruz, que transcurre desde el inicio del poblamiento hasta el siglo III a. C., en él existen aldeas pequeñas y dispersas. El siguiente periodo es denominado Ramos, que abarca hasta el siglo VI. El tercero es denominado Las flores y concluye en el siglo XI, el siguiente es Natividad y abarca hasta el año 1535. A partir de esa fecha y hasta la actualidad la historia del municipio y su poblamiento pertenece al periodo denominado Convento.

## Geografía
El municipio abarca 19.09 km² y se encuentra a una altitud promedio de 2080 m s. n. m., oscilando entre 2500 y 2000 m s. n. m.
Colinda al norte con Santa María Chachoápam, al este con Asunción Nochixtlán, al sur con San Andrés Sinaxtla y Asunción Nochixtlán, y al oeste con Santa María Chachóapam y San Andrés Sinaxtla.

### Fisiografía
El municipio pertenece a la subprovincia de la Mixteca alta, dentro de la provincia de la Sierra Madre del Sur. El 60% de su territorio lo abarca el sistema de topoformas del Valle de landeras tendidas con lomerío, el 38% es de Sierras de cumbres tendidas y el 2% restante pertenece a la Sierra baja con cañadas.

### Hidrografía
San Juan Yucuita se encuentra en la subcuenca del río Sordo, de la cuenca del río Atoyac, dentro de la región hidrológica de la Costa Chica-Río Verde. El municipio es irrigado por el río Yucuita.

## Clima
El clima del municipio es templado subhúmedo con lluvias en verano en el 89% de su territorio y semiseco templado en el 11% restante. El rango de temperatura promedio es de 16 a 18 grados celcius, la temperatura máxima promedio es de 28 a 30 grados y la mínima promedio es de 10 a 12 grados. El rango de precipitación anual es de 1500 a 1800 mm y los meses de lluvias son de diciembre a mayo.

## Demografía
De acuerdo al último censo, realizado por el INEGI en 2010, en el municipio habitan 684 personas, repartidas entre 5 localidades. Del total de habitantes del municipio, 9 personas dominan alguna lengua indígena.

## Gobierno
El municipio se rige mediante el sistema de usos y costumbres, eligiendo gobernantes cada tres años de acuerdo a un método establecido por las tradiciones de sus antepasados.

## Sitio arqueológico

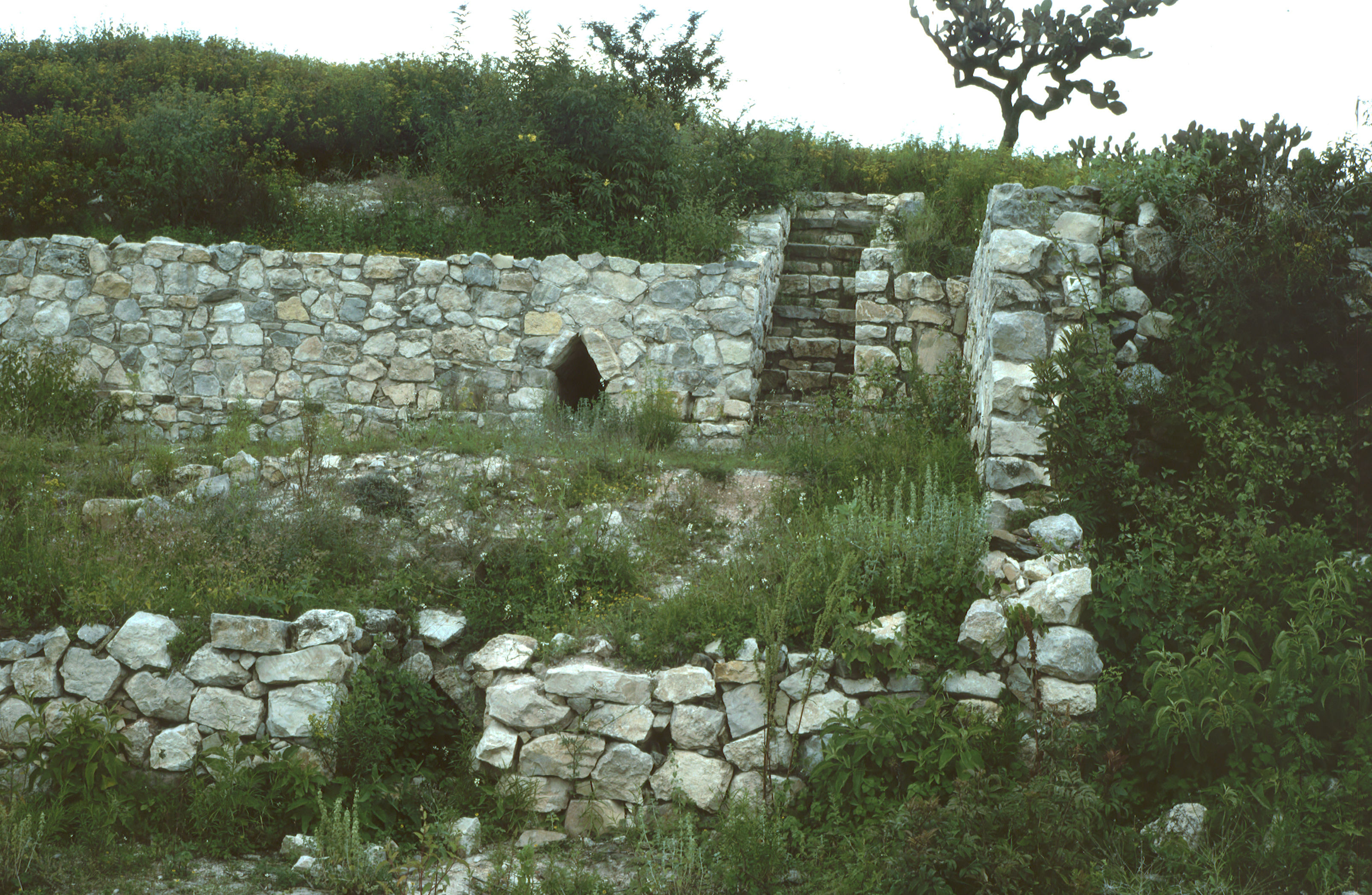
Sitio arqueológico de Yucuita.

Destacan dos conjuntos de edificios grandes: uno es un complejo residencial que por su tamaño y ubicación se cree debió ser habitado por familias de líderes. Está localizado en la cima de la loma en el lado norte del camino, su estructura principal es una plataforma rectangular que mide aproximadamente 35 x 31 metros, fue construida sobre una pendiente, encima de esta hay una residencia con cuartos en los tres lados de un patio estucado. El otro complejo es de edificios cívico-ceremoniales; está ubicado en la orilla del camino, la plataforma, que incluye un muro de 70 metros de largo, alcanza los cuatro metros de altura y hace esquina con otro muro de 50 metros de largo. En el extremo norte del primer muro hay una escalinata angosta que da acceso a la cima de la plataforma. A un lado de esta se encuentra un túnel angosto que funcionó como drenaje y pasillo. Al sur de la plataforma hay restos de tres escalinatas que comunican un patio inferior con un edificio dispuesto sobre la plataforma, éste es de muros verticales de piedra sin escalinata.